# AntAcidAudio
AntAcidAudio war ein im Jahr 2004 von Greg Werckman in Abgrenzung zu Ipecac Recordings gegründetes kurzlebiges Plattenlabel aus Orinda, Kalifornien. Es verlegte fünf physische Tonträger aus den Genres Alternative Rock, Stoner Rock und Hardcore Punk, darunter Lullabies to Paralyze von Queens of the Stone Age als LP.

## Veröffentlichungen
- Altamont – The Monkees' Uncle (2005)
- Eagles of Death Metal – Peace, Love & Death Metal (2004)
- Nomeansno – All Roads Lead to Ausfahrt (2006)
- Nomeansno – The People’s Choice (Compilation, 2005)
- Queens of the Stone Age – Lullabies to Paralyze (2005)